# Auf brennendem Eis
Auf brennendem Eis ist ein US-amerikanischer Film und das Regiedebüt des Schauspielers Steven Seagal aus dem Jahr 1994.

## Handlung
Dem Ölunternehmen Aegis sind die schöne Umwelt Alaskas und deren naturverbundene Einheimische gleichgültig. Das Interesse liegt auf der Erzielung des maximalen Gewinns. Der Präsident des Unternehmens Michael Jennings nimmt dabei auch den Verlust von Menschenleben in Kauf. Sein neuestes Projekt heißt Aegis 1 – eine riesige Bohranlage und Raffinerie, die in einem sensiblen Ökosystem gebaut wird. 
Als es bei den Bauarbeiten zu einem Brand an einem Bohrturm kommt, wird  Feuerbekämpfungsspezialist Forrest Taft gerufen. Nach erfolgreicher Durchführung einer Präzisionssprengung unterhält sich Taft mit seinem alten Freund und Vorarbeiter Hugh Palmer, der die Beinahe-Katastrophe auf mangelhafte Sicherheitsverschlüsse zurückführt. Taft benutzt am nächsten Tag seinen Zugangsschlüssel zur firmeninternen Datenbank und sieht, dass Palmer Recht hatte. Die Gründe für den Einsatz von Billigmaterial waren Lieferverzögerungen der Originalteile und eine Frist die Jennings einhalten muss. Würde der Bau von Aegis 1 nicht rechtzeitig fertig,  gingen die Bohrrechte wieder in den Besitz der Ureinwohner Alaskas über. 
Taft konfrontiert Jennings mit diesen Tatsachen, der seine Handlanger MacGruder und Otto auf Taft und Palmer ansetzt. Palmer, der weitere Aufzeichnungen der Umweltbehörde zukommen lassen wollte, wird von den beiden zu Tode gefoltert. Die entwendeten Daten können sie aber nicht finden. Auf Taft versuchen sie einen Anschlag mit einem Sprengsatz, bei dem Taft schwer verletzt wird. Dank Silook, dem Häuptling eines Stammes der Iñupiat und seiner Tochter Masu wird Taft gerettet und kann sich in ihrem Dorf wieder erholen. Während seiner Genesung wird Taft durch spirituelle Erlebnisse klar, was die Menschheit der Natur antut und Jennings gestoppt werden muss. Indes fliegt MacGruder zu dem Dorf, um nach Taft zu suchen. Beim Zusammentreffen mit den Ureinwohnern eskaliert die Situation und MacGruder erschießt Silook.
Taft macht sich daraufhin mit Masu auf den Weg zu Palmers Haus. Als er sich umsieht, wird er von Otto und einigen von Jennings Leuten angegriffen, kann sie aber alle töten. Im Haus findet Taft die Diskette, die MacGruder nicht sicherstellen konnte. Bei der Analyse der Parameter bemerkt er, dass Aegis 1 dem Druck nie standhalten würde und kommt zum Schluss, dass man die gesamte Anlage sprengen muss, bevor sie in Betrieb geht. Dadurch würde ein Auslaufen des Öls und somit eine ökologische Katastrophe verhindert.
Um Taft aufzuhalten, engagiert Jennings Söldner, deren Beziehungen bis Washington reichen. Sie finden heraus, dass Taft – bevor er für Jennings arbeitete – bei Geheimdiensten beschäftigt war, um Einsatztruppen auszubilden und somit ausreichend Erfahrung im Umgang mit Waffen, Sprengstoff und Selbstverteidigung hat. Sie machen Jagd auf ihn durch die Wildnis von Alaska, können ihn aber nicht an seiner Weiterreise zu Aegis 1 abhalten. Im Gegenteil: Durch gelegte Sprengfallen verlieren sie mehrere Leute und den Helikopter zur Luftunterstützung.
Jennings verschanzt sich daraufhin mit seinen Leuten, den restlichen Söldnern, MacGruder und sogar Anti-Terror-Agenten vom FBI bei Aegis 1. Taft beseitigt alle, die sich ihm in den Weg stellen und legt Sprengsätze auf dem gesamten Areal. Als die Ersten detonieren flieht der Rest von Jennings Arbeitern und dem FBI. Lediglich Jennings bleibt zurück, um die Pumpe zu starten und seine Rechte zu sichern. Taft tötet zunächst MacGruder, indem er ihn in die Rotorblätter eines Helikopters stößt und später auch Jennings, indem er ihn in seinem eigenen Öl ertrinken lässt. Durch weitere Explosionen auf Aegis 1 entsteht eine Kettenreaktion, die die gesamte Anlage völlig zerstört. Taft und Masu – die ihn die ganze Zeit begleitete – ist es vorher gelungen, sich in Sicherheit zu bringen.
Am Ende sieht man Taft – weit davon entfernt, wegen Mordes oder Sabotage angeklagt zu werden – eine Rede vor einer Menschenmenge halten, in der er vor Umweltverschmutzung und skrupellosen Konzernen wie Aegis warnt. In einer Mid-Credits-Szene sind Taft und Masu auf einem See in einem Kanu und der Geist von Silook erscheint ihnen in Form eines Raben.

## Kritik
„Mischung aus Actionthriller und Öko-Western mit grandiosen Naturaufnahmen. Heldenverehrung und Rechtfertigung von Gewalt werden scheinheilig mit ökologischen Motiven bemäntelt.“

## Auszeichnungen
Steven Seagal wurde 1995 mit einer Goldenen Himbeere als Schlechtester Regisseur ausgezeichnet. Der Film wurde in fünf weiteren Kategorien für die Goldene Himbeere nominiert.